# فص فرد

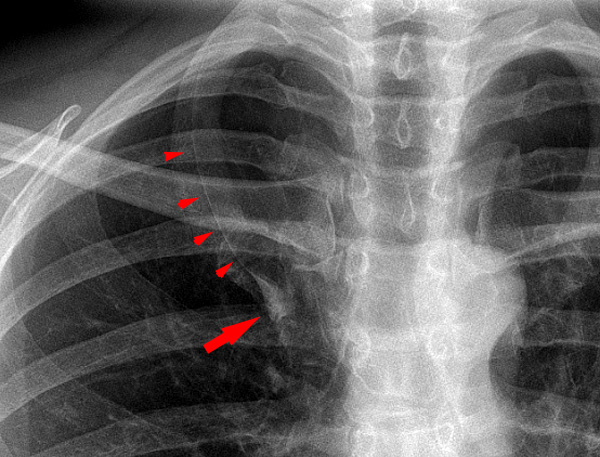
الفص الفرد على الصدر بالاشعة السينية. تظهر رؤوس الاسهم حدود الفص. ويشير السهم الكبير الى الوريد الفرد.

في علم التشريح البشري، يعتبر الفص الفَرد أو المُفرد أو فص أزيغوس[بحاجة لمصدر] تباينًا تشريحيًا طبيعيًا للفص العلوي من الرئة اليمنى. يظهر في 0.3% من السكان. من الناحية الجنينية، ينشأ هذا الفص من مسار جانبي غير منتظم من جدار الوريد الفرد، في الحاجز الجنبي داخل الجزء العلوي من الفص العلوي الأيمن أو بعبارة اخرى هذا الفص الفرد يتكون عندما يفشل الوريد الخلفي الأيمن الرئيس وهو أحد أصول الوريد الفرد في الهجرة فوق قمة الرئة ويعمل على اختراقها بدلًا من ذلك، حاملًا معه طبقتين جنبيتين مثل الشق المقوس، الذي يخترق الجزء العلوي من الفص العلوي الأيمن.

## الأهمية السريرية
عادة ما يكون الفص الفرد نتيجة عرضية في الأشعة السينية أو الأشعة المقطعية. هو يظهر بدون أعراض ولا يرتبط باي أمراض، ومع ذلك يمكن أن يسبب مشاكل فنية في إجراءات تنظير الصدر. قد يؤدي وجود الفص الفرد إلى تغيير الموقع الطبيعي للوريد الأجوف العلوي أو قد يترافق مع حالات شاذة أخرى مثل رتق المريء أو الأوردة العضدية الرأسية اليمنى داخل الرئة.

## صور إضافية

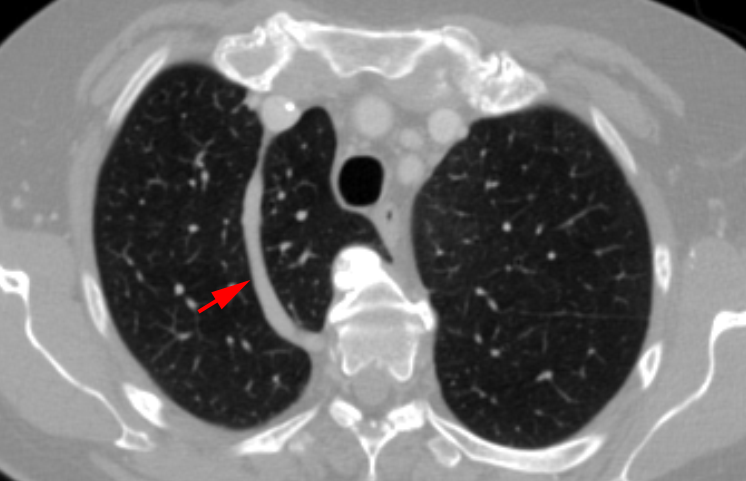
الفص الفرد في التصوير المقطعي المحوري. السهم يشير إلى الوريد الفرد

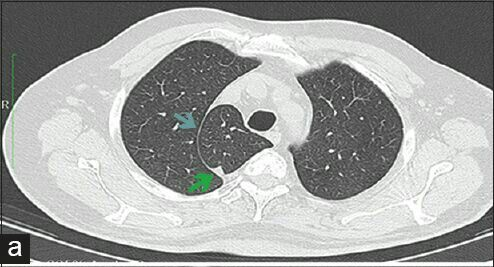
تصوير مقطعي للصدر، القسم المحوري طية محدبة الشكل محددة جيدًا (السهم الأزرق)، الشق الفرد. الكثافة التي على شكل دموع التي لوحظت في الجزء السفلي من الطية (السهم الأخضر) هي الوريد الفرد.